# Antichloris phemonoe
Antichloris phemonoe är en fjärilsart som beskrevs av Jacob Hübner 1827. Antichloris phemonoe ingår i släktet Antichloris och familjen björnspinnare. Inga underarter finns listade i Catalogue of Life.